# Tennissaite

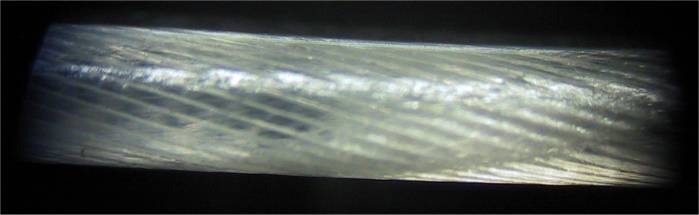
Tennissaite Nahaufnahme

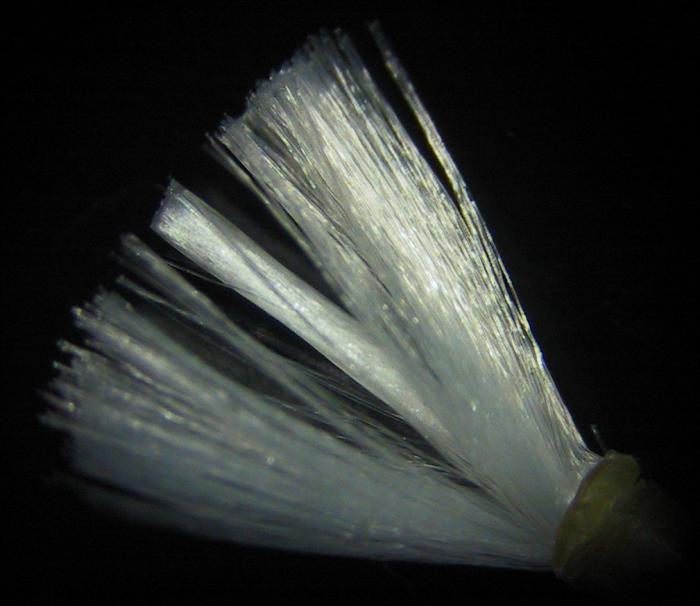
Innenleben einer Multifilamentsaite

Um mit einem Tennisschläger Tennis spielen zu können, muss dieser mit einer Tennissaite bespannt sein.
Es gibt eine große Vielfalt an Tennissaiten, die sich in ihren Spieleigenschaften unterscheiden. Wichtige Eigenschaften sind die Elastizität für die Ballbeschleunigung, die Vibrationsdämpfung für den Spielkomfort, die Haftung zur Kontrolle des Dralls (Effet, Topspin) und eine lange Haltbarkeit.
Obwohl man bei der Saitenherstellung eine ganze Reihe von physikalischen Eigenschaften einer Saite verändern kann (Material, Struktur, Durchmesser, Farbe, Oberfläche etc.) und somit auch die Spieleigenschaften beeinflussen kann, gibt es unter allen Tennissaiten gewisse Grundunterschiede, die im Folgenden näher erläutert werden.
Man kann Tennissaiten in zwei große Typen unterteilen: Naturdarmsaiten und Kunstsaiten.

## Naturdarmsaiten
Naturdarmsaiten werden in einem aufwendigen Verfahren aus Kuhdärmen hergestellt. Sie zeichnen sich durch unübertroffene Elastizität, Spannungsstabilität und „Lebendigkeit“ aus. Aber sie sind sehr teuer und relativ witterungsempfindlich, obwohl Darmsaiten in den letzten Jahren in dieser Hinsicht stark verbessert wurden. Viele Profis bevorzugen Naturdarm, aber für normale Clubspieler sind Darmsaiten aufgrund des hohen Preises kaum lohnend. Gute Darmsaiten sind nicht unter 25 Euro pro Set erhältlich.

## Kunstsaiten
Kunst- oder Synthetiksaiten sind meist High-Tech-Produkte, an denen ständig weiterentwickelt wird, um deren Spielbarkeit der von Naturdarmsaiten anzugleichen, bei gleichzeitig kostengünstiger Produktion. Bei den Kunstsaiten gibt es eine Vielfalt an unterschiedlichen Strukturen und Materialien. Die wichtigsten Typen sind im Folgenden beschrieben:

### Nylonsaiten
Der am häufigsten verwendete Saitentyp. Nylonsaiten gehören zu den preisgünstigsten Tennissaiten und bestehen meist aus einem monofilen (einfaserigen) Nylonkern und verschiedenartigen widerstandsfähigen Ummantelungen. Nylon (Polyamid) eignet sich aufgrund der guten dynamischen Eigenschaften sehr gut für den Einsatz in Tennissaiten. Die zahlreichen unterschiedlichen Konstruktionstypen (Beschaffenheit und Art der Wicklung der umgebenden Fasern) beeinflussen hierbei die Saiteneigenschaften maßgeblich. In der Regel können Nylonsaiten mit mehreren Ummantelungen als hochwertiger angesehen werden. Die Ummantelungen reduzieren den bei Nylonsaiten auftretenden Spannungsverlust etwas. Nylonsaiten eignen sich für Spieler mit normalem bis hohem Saitenverschleiß.

### Polyestersaiten
Polyestersaiten weisen eine äußerst einfache Konstruktion auf: Sie bestehen aus einem einzelnen Polyesterstrang und einer dünnen Beschichtung. Diese Konstruktion nennt man „Monofilament“. Es gibt sie in verschiedenen Stärken (Durchmesser 1,10 bis 1,35 mm), wodurch man sich die Spieleigenschaften aussuchen kann. Polyestersaiten sind wenig elastisch und fühlen sich im Vergleich zu Nylon- oder Multifilamentsaiten relativ starr an, weisen dafür aber eine weitaus bessere Haltbarkeit auf, so dass auch dünnere Durchmesser verwendet werden können. Reine Polyestersaiten haben einen nicht unerheblichen Nachteil: Die Spannung wird nicht lange gehalten, die Kontrolle lässt nach und die Saite fühlt sich nach kurzer Spielzeit „tot“ an. Daher sind Polyestersaiten nur für Spieler mit hohem Saitenverschleiß zu empfehlen. Für diese Spieler bieten Polyestersaiten (kurz „Polys“) auch ein gutes Preis-Leistungs-Verhältnis.
Seitens der Hersteller wird ein zunehmender Aufwand betrieben, um Monofilament-Saiten mit verbesserten Eigenschaften zu entwickeln und die Schwachstellen (fehlende Elastizität und Spannungsstabilität) zu beseitigen. Den Saiten werden eine Vielzahl von Zusatzstoffen wie PEEK, Kohlenstofffasern und Metalle beigemischt, um die Spieleigenschaften zu modifizieren. Heute hat praktisch jeder Anbieter solche Co-Polyestersaiten im Angebot.
Weiters besteht die Möglichkeit die Spieleigenschaften der Polyestersaiten durch zusätzliche Erhitzungsvorgänge zu beeinflussen. Polyestersaiten werden durch den zweiten Erhitzungsprozess, bei gleichzeitigem Verstrecken, in Steifigkeit und Elastizität gesteuert.

### Titan-Saiten
Im Zuge des Titan-Booms bei Tennisschlägern gab es auch bald eine Welle von Titan-Saiten. Basierend auf Nylon- oder Multifilament-Saiten wird das Titan entweder außen auf die Saite aufgebracht, um das Material vor UV-Strahlung und Abrieb zu schützen, oder in die Fasern eingelagert, um die Spieleigenschaften zu verändern.

### Multifilament-Saiten

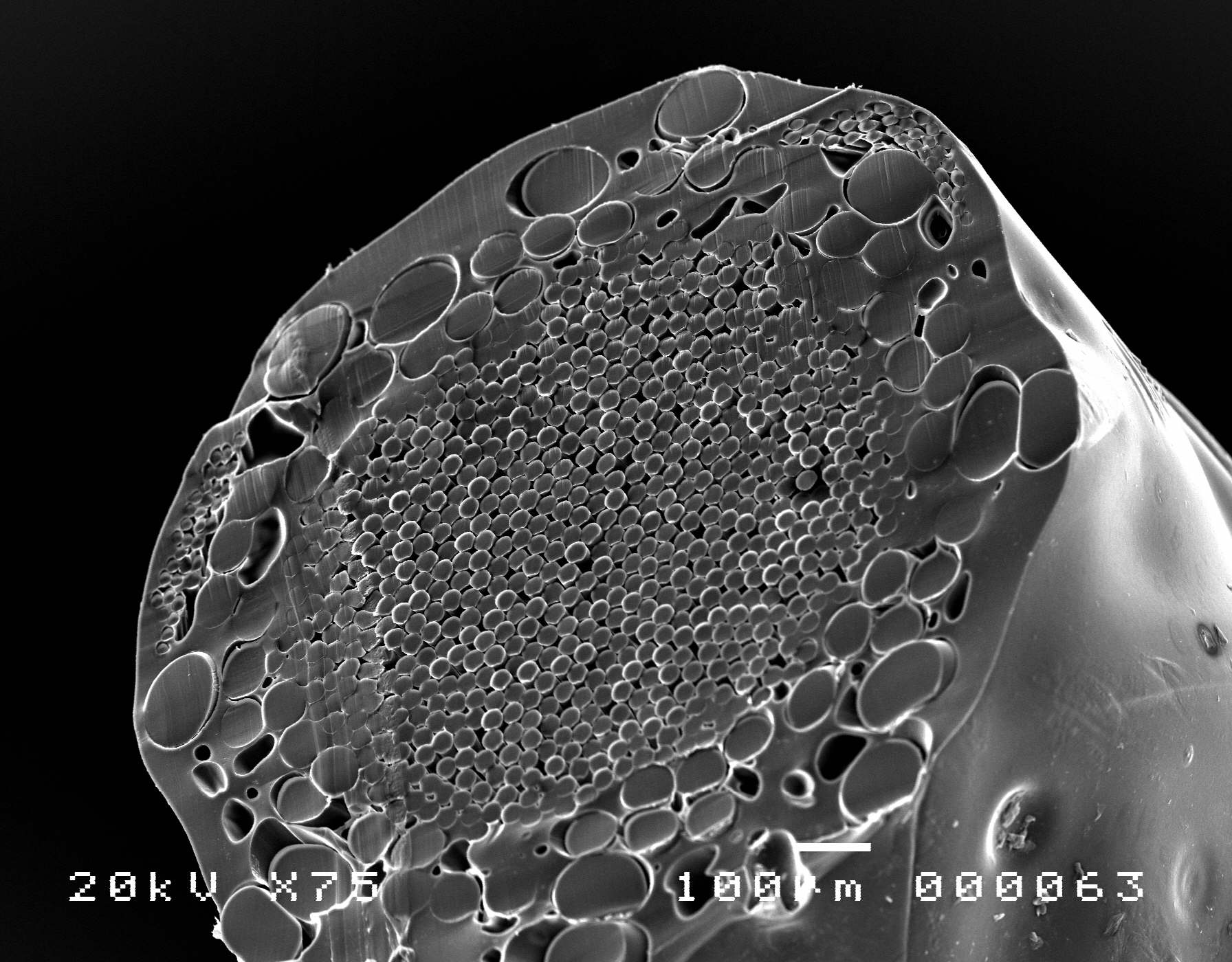
REM-Aufnahme des Querschnitts einer Multifilament-Saite.

Um den Darmsaiten in den Spieleigenschaften möglichst nahe zu kommen, verdrillt man bei diesen Saiten viele dünne Einzelfasern (Microfilamente), welche aus den verschiedensten Materialien bestehen können, zu einer Saite und ummantelt diese noch mit einem widerstandsfähigen Material. Vorteile sind hierbei höhere Elastizität und Spielbarkeit, aber solche Saiten fasern schnell auf und halten deshalb nicht lange. Zudem sind diese Saiten aufgrund der aufwändigen Herstellung nicht gerade billig. Der größte Vorteil dieser Saiten ist die hohe Armschonung.

## Strukturierte Saiten
Saiten mit einer strukturierten Oberfläche sollen dem Spieler mehr Spin ermöglichen, indem sie besser in den Ball greifen. In der Tat lässt sich mit den meisten strukturierten Saiten ein sehr guter Spin und damit verbunden mit hoher Kontrolle schlagen, doch nutzt sich diese Struktur schnell ab und wirkt sich somit auch nicht gerade positiv auf die Haltbarkeitsdauer aus.

## Hybrid-Bespannungen
Hierbei handelt es sich um eine Kombination aus zwei unterschiedlichen Saiten, von denen eine für die Längs-, die andere für die Querbespannung verwendet wird. Da bei einer einheitlichen Bespannung überwiegend die Längssaite reißt, weil sie sich stärker bewegt und sich an der Quersaite „kaputt reibt“, verwendet man bei Hybrid-Saiten für gewöhnlich eine haltbare Saite als Längssaite (z. B. Polyester oder Aramid/Kevlar/Technora). Als Quersaite verwendet man als Ausgleich eine sehr elastische Synthetiksaite oder sogar Naturdarm. Die Spieleigenschaften solcher Hybrid-Bespannungen sind gut, und die Haltbarkeit einer Poly/Multi-Hybrid-Bespannung ist oft sogar höher als die einer reinen Poly-Bespannung.
Die Kombinationsmöglichkeiten für Hybridsaiten sind fast unendlich groß. Weil man mit Hybridsaiten sehr individuelle Kombinationen erstellen kann, erfreuen sich Hybridbespannungen insbesondere bei Selbstbesaitern immer größerer Beliebtheit. Es gibt aber auch von den Herstellern zusammengestellte und im Set verkaufte Hybridsaiten.

## Saitenstärke
Neben dem Material, ist auch die Saitenstärke ausschlaggebend für die Eigenschaften einer Tennissaite. Generell hat eine Saite, je dünner sie ist, bessere Spieleigenschaften bei abnehmender Haltbarkeit. Häufig ist ein und dasselbe Saitenmodell in verschiedenen Stärken erhältlich. Üblich sind Saitendurchmesser zwischen 1,1 und 1,4 mm. Vor allem in den USA erfolgt die Angabe in Gauge. Die nachfolgende Tabelle zeigt die Umrechnung von Gauge in mm.
| Gauge | Millimeter  |
| ----- | ----------- |
| 15    | 1,41 – 1,49 |
| 15L   | 1,33 – 1,41 |
| 16    | 1,26 – 1,34 |
| 16L   | 1,22 – 1,30 |
| 17    | 1,16 – 1,24 |
| 18    | 1,06 – 1,16 |

## Bespannungshärte

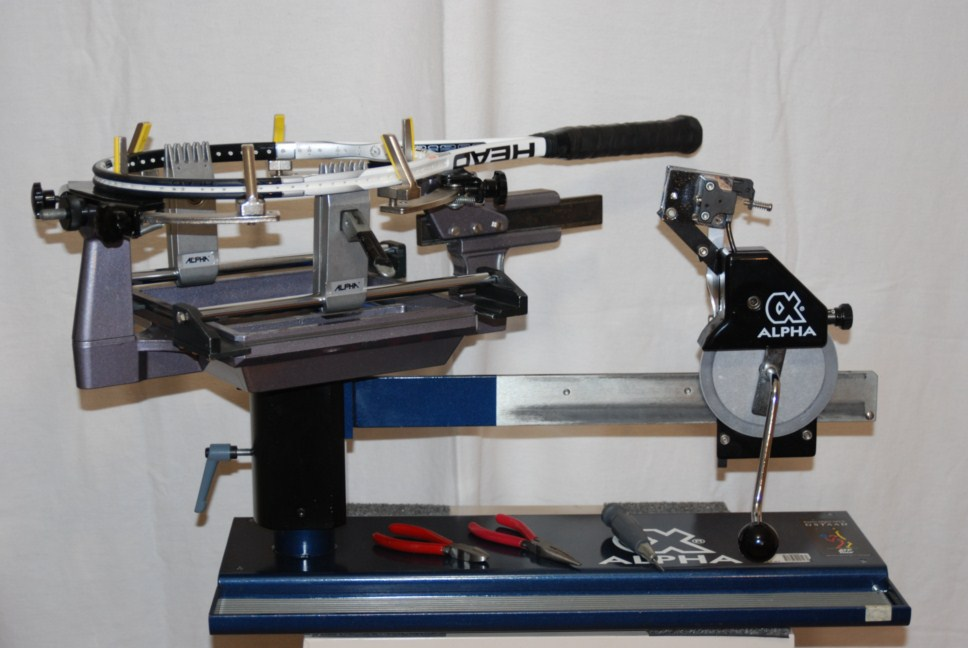
Besaitungsmaschine

Die Bespannungshärte spielt eine entscheidende Rolle für das Spielgefühl und die Kontrolle des Balls. Sie bezieht sich darauf, wie straff die Saiten im Schläger gespannt sind. In der Regel empfiehlt der Schlägerhersteller einen Bereich, in dem die Bespannungshärte liegen soll. Die Range liegt meist zwischen 22 kp und 30 kp. Eine höhere Bespannungshärte (25–30 kp) bietet mehr Kontrolle, da der Ball weniger tief in die Saiten eindringt und somit präziser gespielt werden kann. Eine höhere Spannung verringert den Komfort und die Ballgeschwindigkeit. Ein höherer Komfort, also eine niedrigere Bespannungshärte, kann Armprobleme reduzieren. Eine niedrigere Bespannungshärte (20–25 kp) sorgt für mehr Power und einen größeren „Trampolin-Effekt“, was bedeutet, dass der Ball mit weniger Anstrengung weiter fliegt. Dies kann jedoch auf Kosten der Kontrolle gehen, da der Ball länger Kontakt mit den Saiten hat.
Welche Bespannungshärte verwendet wird, hängt von diversen Faktoren ab, so der Dicke der Saite, dem Material der Saite und dem Kern der Saite. Sie hängt auch von der Größe des Schlägerkopfes, der Steifigkeit des Rahmens und der Art des Saitenbildes ab. Hinzu kommt die individuelle Spielstärke und ob man eher ein Topspin-, Drive- oder Serve-and-Volley-Spieler ist. Oft werden die Längssaiten etwas härter als die Quersaiten bespannt, etwa 23 kp zu 22 kp. Die Bespannungshärte bleibt auch nicht konstant, sondern lässt kontinuierlich nach. Innerhalb von zwei Wochen kann sie bereits um 2 kp nachlassen. Sie hängt auch von der Häufigkeit des Einsatzes des Tennisschlägers ab. Im Profitennis wollen manche Spieler, dass ihre Schläger am Abend vor dem Match besaitet werden. Andere wollen, dass dies am Tag des Matches erfolgt. Über Nacht kann die Besaitungshärte um 0,75 kp nachlassen.

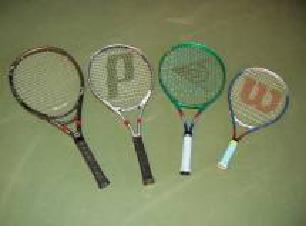
Hersteller-Logos auf den Tennissaiten

Tennisschläger werden häufig bereits besaitet zum Kauf angeboten. Wer den Schläger auf seine Bedürfnisse und Vorlieben abstimmen möchte, sollte die Besaitung herausschneiden lassen und den Schläger mit einer Tennissaite und der Bespannungshärte seiner Wahl neu besaiten lassen. Empfehlenswert ist das Testen mehrerer Schläger mit verschiedenen Bespannungen und Bespannungshärten, bevor man sich zum Kauf entscheidet. Je nach Spielhäufigkeit sollte die Bespannung alle zwei bis vier  Monate erneuert werden. Im Profitennis werden oft schon während eines Matches die Schläger ausgetauscht. Häufig wird das Hersteller-Logo des Tennisschlägers auf die Saiten gesprüht.

## Vibrastop

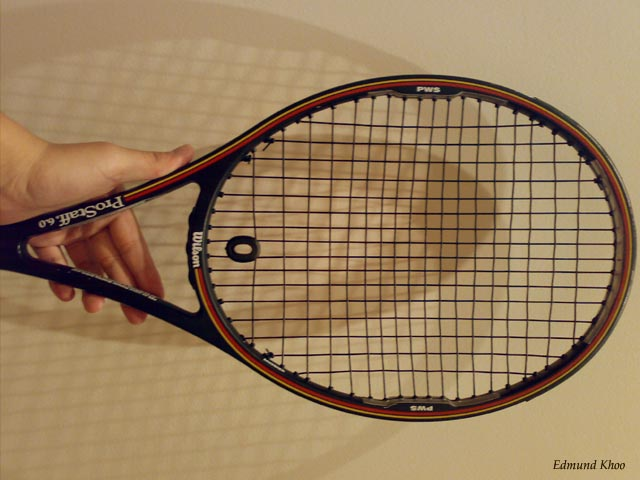
Vibrastop unter der letzten Quersaite angebracht.

Das Grundprinzip eines Vibrastops ist die Dämpfung von Vibrationen, die durch den Ballschlag und die darauf folgende Saitenschwingung entstehen. Die schwingenden Saiten schlagen auf die Ösenbänder im Rahmen des Schlägers und erzeugen Vibrationen, die durch den Rahmen auf den Arm übertragen werden. Am stärksten ist die Saitenschwingung in der Mitte des Schlägers, wo sich der Sweetspot befindet, und betrifft hauptsächlich lange Saiten. Deswegen wird der Dämpfer am unteren Teil des Schlägers mittig unter der letzten kurzen Saite angebracht. Das Anbringen eines Dämpfers höher, zwischen zwei kurzen Saiten, ist ein Verstoß gegen die Tennisregeln. Ob ein Dämpfer Beschwerden wie dem Tennisarm vorbeugen kann, ist umstritten.

## Konfektionierung

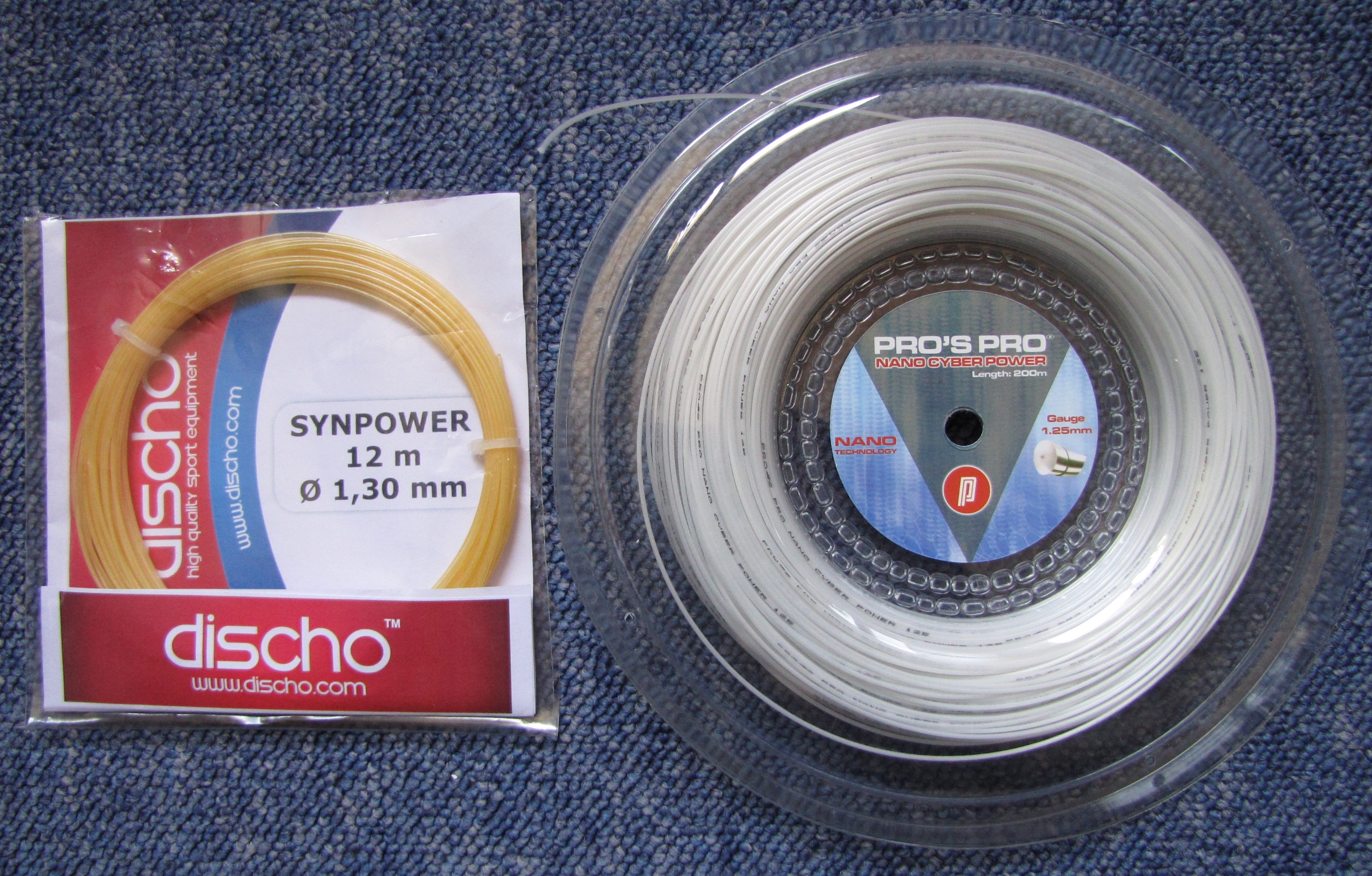
Links ein Set mit 12 m Tennissaite, rechts eine Rolle mit 200 m.

Tennissaiten sind in der Regel als Einzelsets zu 12 m (reicht für das Bespannen eines Schlägers) oder günstiger auf Rollen zu 100 oder 200 m erhältlich.

## Bekannte Hersteller
Babolat, Head, Prince, Signum Pro, Tecnifibre, Wilson, Yonex.